# Slivnitsa (Resen)
Slivnitsa (en macédonien Сливница) est un village du sud-ouest de la Macédoine du Nord, situé dans la municipalité de Resen. Le village comptait 188 habitants en 2002.

## Démographie
Lors du recensement de 2002, le village comptait :
- Macédoniens : 188